# طارق يحيى (رباع)
طارق يحيى فؤاد عبد العظيم هو رباع مصري ولد في يوم 18 مايو 1987 في مدينة المنيا. أبرز انجازاته هو فوزه بالميدالية الذهبية في دورة الألعاب الأولمبية الصيفية 2012 في لندن بمنافسات رفع الاثقال تحت 85 كغم.